# ジーン・ハーロウ
ジーン・ハーロウ（Jean Harlow、本名：Harlean Harlow Carpenter、1911年3月3日 - 1937年6月7日）は、アメリカ合衆国の女優。1930年代のハリウッド映画を代表するスターの1人で、50年代にマリリン・モンローが登場するまでアメリカの代表的なセックスシンボルだった。

## 生涯

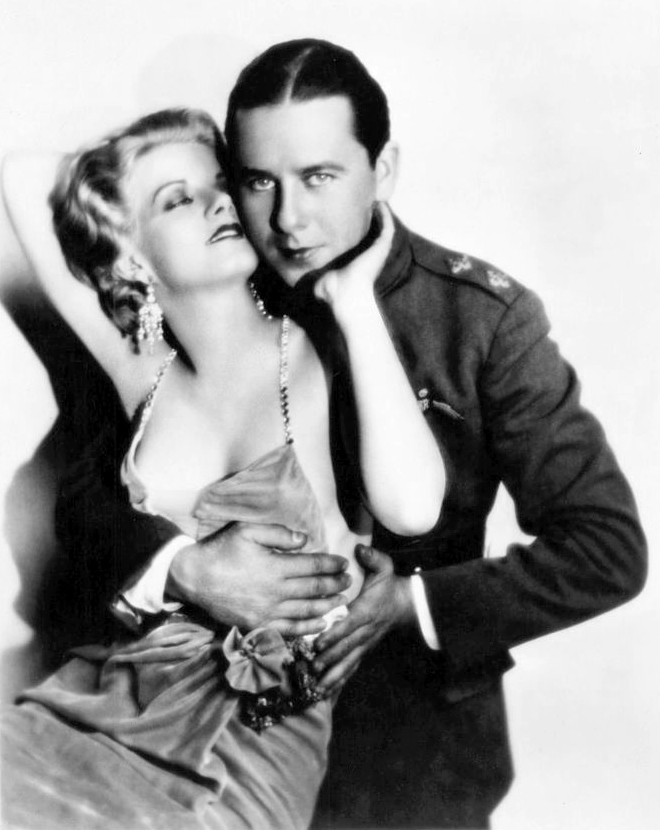
『地獄の天使』でのハーロウ（左）

ミズーリ州カンザスシティで富裕な歯科医の家庭に生まれ、恵まれた幼少期を過ごした。16歳のとき大富豪の息子と駆け落ちし、ハリウッドに移り住む。
この結婚は長続きしなかったが、ハーロウはここで端役として映画に出演するようになり、人気俳優クララ・ボウや、当時絶大な名声を誇っていたローレル＆ハーディの作品で端役を務めた。
彼女にとってキャリアの大きな転機となったのは、人気監督ハワード・ヒューズの『地獄の天使』(1930) だった。この作品はサイレント映画時代から計画されていたが、このころ急速に進んでいたトーキー版への切り替えを映画会社が決定すると、主演のノルウェー人女優でバレリーナのグレタ・ニッセンの訛りがひどく、代役が必要となった。ハーロウはこの代役に抜擢されたのである。
この作品は年間の興行成績トップ10に入る成功を収めた。ここで妖艶なセックスアピールを披露してみせたハーロウは一躍注目を集める存在となり、「ハリウッドで最もホットな新人」と呼ばれるようになった。
コロンビア・ピクチャーズが、ハーロウの輝くばかりのブロンドの髪に注目して「プラチナ・ブロンド」のニックネームを考案し、それを冠した作品『プラチナ・ブロンド』(1931) を製作してヒットさせると、以後これがハーロウの基本イメージとして定着した。
これにつづく『紅塵』(1932) でクラーク・ゲーブルと並んで主演をつとめたことで、ハーロウはハリウッドにおける重要スターの1人に数えられるようになった。
さらに『晩餐八時』(1933) ではライオネル・バリモアやマリー・ドレスラーといった当時の演技派の大御所スターとともに主役をつとめる。ここでハーロウは、魅力的だが情け容赦なく男を翻弄する悪女の役を演じ、以後同様の役柄を数多く演じてゆくことになる。
また、ここまでの出演作でハーロウが示したコメディエンヌとしての優れた資質が注目され、以後の『爆弾の頬紅 (Bombshell)』(1933) や『支那海 (China Seas)』(1935) では、長い台詞回しをよどみなくコミカルに演じる才能を存分に活かす脚本が用意された。
1937年公開の映画『サラトガ』を撮影中に急性腎炎を発症、診断からわずか数日後に急逝した。『サラトガ』は４分の３までは撮影されていたが残りは代役をたてて完成され、当時としてはきわめて異例の200万ドルを超す興行収入をあげる大ヒット作品となった。また死後に当時の人気雑誌『ライフ』の表紙を飾り、これも映画女優としては初めての表紙登場となった。

## セックスシンボルとして

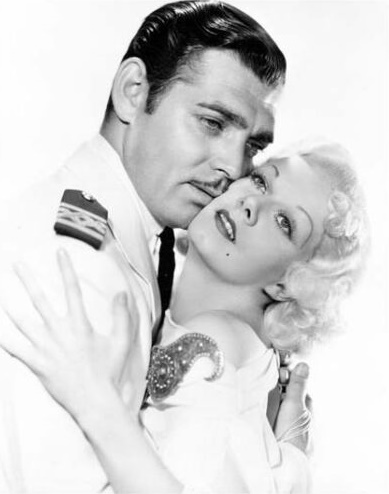
クラーク・ゲーブルとハーロウ（『支那海』）

映画会社はハーロウ登場の当初から彼女の妖艶な性的魅力を強調しており、胸元や脚を大きく露出させるシーンがくりかえし撮影された。とくに1932年公開の Red-Headed Woman では、瞬間的に全裸となるショットがあり、妻子ある男を誘惑するといった役柄と相まって当時の観客に大きな衝撃を与えた。この作品は、ハリウッドが映画表現の自主規制を行うプロダクション・コード（ヘイズ・コード）制定に踏み切るきっかけの一つになったとも言われている。
こうしたことからジーン・ハーロウは、1930年代を代表するセックスシンボルと目され、メディアを通じてアメリカ社会に大きな影響力を持つようになった。ハーロウのファッションや髪型は雑誌を通じて拡散し、とりわけ彼女のブロンドの髪をまねようと若い女性たちが競って髪を脱色する「脱色ブロンド (peroxide blonde)」が社会現象となるまでになった。
後年のマリリン・モンローと同様に、その華やかな私生活も生涯を通じてメディアに取り上げられた。ハーロウは最初の結婚が短期間で終わったあと、『紅塵』(1932)成功とともに映画監督ポール・バーンと再婚するが、それとほとんど同時に『紅塵』で共演したクラーク・ゲーブルと不倫関係となる。結果的にバーンは3ヶ月で自殺してしまい、これはハリウッドで大きなスキャンダルとなった。翌1933年には照明監督と3度目の結婚をするが、これは1年しか続かなかった。
以後は独身をつづけるが、クラーク・ゲーブルとは不倫関係を解消したのちも遺作『サラトガ』に至るまで人気カップルとして共演を繰り返し、これもメディアの関心を集める原因となった。
一方でセックス・シンボルのイメージとは裏腹に、コメディシーンで複雑な長台詞を完璧に演じてみせる演技力や、アドリブで機智に飛んだ合いの手を挟んでみせる頭の回転の速さは、当時から批評家の間で注目されていた。現在では、ハリウッド映画においてトーキーを製作プロセスに定着させる重要な役割を果たした演技派俳優の1人として、高く評価されるようになっている。

## 主な出演作品
| 公開年 | 邦題 原題                             | 役名                   | 備考 |
| ------ | ------------------------------------- | ---------------------- | ---- |
| 1930   | 地獄の天使 Hell's Angels              | ヘレン                 |      |
| 1931   | 秘密の6 The Secret Six                | アン                   |      |
| 1931   | 民衆の敵 The Public Enemy             | グウェン・アレン       |      |
| 1931   | 鉄青年 Iron Man                       | ローズ・メイソン       |      |
| 1931   | プラチナ・ブロンド Platinum Blonde    | Ann Schuyler           |      |
| 1932   | 街の野獣 The Beast of the City        | デイジー               |      |
| 1932   | 紅塵 Red Dust                         | ヴァンタイン           |      |
| 1933   | 春の火遊び Hold Your Man              | ルディ                 |      |
| 1933   | 晩餐八時 Dinner at Eight              | キティ・パッカード     |      |
| 1933   | 爆弾の頬紅 Bombshell                  | ローラ                 |      |
| 1934   | わたし純なのよ The Girl from Missouri | エディ                 |      |
| 1935   | 無軌道行進曲 Reckless                 | モナ・レスリー         |      |
| 1935   | 支那海 China Seas                     | チャイナ・ドール       |      |
| 1936   | 港に異常なし Riffraff                 | ハティ                 |      |
| 1936   | 妻と女秘書 Wife vs. Secretary         | ホワイティ             |      |
| 1936   | 暁の爆撃隊 Suzy                       | スージー               |      |
| 1936   | 結婚クーデター Libeled Lady           | グラディス             |      |
| 1937   | 座り込み結婚 Personal Property        | クリスタル・ウェザビー |      |
| 1937   | サラトガ Saratoga                     | キャロル・クレイトン   |      |

## エピソード
- コミック、映画などで有名なスーパーヒーローであるバットマンを執筆したボブ・ケインは、バットマンの敵であり時にロマンチックな関係でもあるキャットウーマンのモデルの一人としてジーン・ハロウをイメージしており、「最も感覚的に女性の美しさを象徴していた」と評価している[要出典]。
- その死の経緯についてはいくつか説があり、クリスチャン・サイエンスを信奉していた彼女の母親が医者に見せることを拒否した、もしくは本人が治療を拒んだとの説もある[8]。
- 1930年代に小説Today is Tonightを書いたが、1965年まで出版されなかった[9]。
- 米国映画協会（AFI）が1999年6月に選出した、米国で『最も偉大なる女優50名』の中で、第22位であった。

## 参照
1. 1 2 3 4 5 6 7 8 9  Jordan Jessica Hope. The sex goddess in American film, 1930-1965 : Jean Harlow, Mae West, Lana Turner, and Jayne Mansfield (Amherst, NY: Cambria Press, 2009)
2. ↑  "Harlow, Jean." An Encyclopedic Dictionary of Women in Early American Films: 1895-1930, Denise Lowe, Routledge, 1st edition, 2005.
3. ↑  "Harlow, Jean." The Penguin Biographical Dictionary of Women, edited by Market House Books Ltd., Penguin, 1st edition, 1998.
4. 1 2 3 4 5  Adrienne McLean ed. Glamour in a golden age : movie stars of the 1930s (New Brunswick, N.J. : Rutgers University Press, 2011)
5. 1 2 3 4 5  David Stenn. Bombshell : the life and death of Jean Harlow (New York : Doubleday 1993)
6. 1 2 3 4  James L. Neibaur. The Jean Harlow films (New York: McFarland, 2019)
7. ↑  "Platinum blonde." Brewer's Dictionary of Modern Phrase and Fable, edited by Adrian Room, and Ebenezer Cobham Brewer, Cassell, 2nd edition, 2009.
8. ↑  Parish, pp. 232–233
9. ↑  Sheppard, Eugenia (1965年6月22日). “Harlow Novel Leaves No Dry Eye”. The Montreal Gazette (Google.com):  pp. 20 2010年1月17日閲覧。

## 関連文献
- Irving Shulman Harlow: An Intimate Biography (1964)
  - アーヴィング・シュルマン『ハーロー―その異常な愛と性』早川書房 ハヤカワ・ノンフィクション (1965年)
- Golden, Eve: Platinum Girl: The Life and Legends of Jean Harlow. Abbeville Press, 1991.
- Stenn, David. Bombshell: The Life and Death of Jean Harlow. Bentam Doubleday Dell Publishing, New York, 1993.
- Viera, Mark A. Rooney Darrel, Harlow in Hollywood: The Blonde Bombshell in the Glamour Capital, 1928-1937. Angel City Press. 2011.